# علي بن العباس البجلي
علي بن العباس البجلي أحد رواة الحديث النبوي وأحدث محدثي الكوفة، اسمه أبو الحسن علي بن العباس بن الوليد البجلي المقانعي الكوفي ، روى الحديث عن إسماعيل بن موسى السدي وعباد بن يعقوب الرواجني ويحيى بن حسان بن سهيل وأبا كريب وهشام بن يونس وعمرو بن علي الفلاس ومحمد بن بشار وأبا سعيد الأشج ومحمد بن معمر القيسي ومحمد بن المثنى بن دينار العنزي، حدث عنه أبو بكر النقاش وأبو بكر الإسماعيلي وأبو الطيب محمد بن الحسين التيملي وأبو بكر محمد بن إبراهيم بن المقرئ ومحمد بن أحمد بن حماد، توفي سنة 310 هـ.